# Ilford Chess Club
Ilford Chess Club – angielski klub szachowy z siedzibą w Ilford (Londyn), trzykrotny zwycięzca National Club Championships.

## Historia
Klub został założony 3 października 1900 roku. W inauguracyjnym spotkaniu uczestniczyło 18 osób, a pierwszym przewodniczącym został Charles Hanks. W listopadzie klub rozegrał pierwszy mecz towarzyski, przegrany z Forest Gate 3:7. W 1901 roku prawo zostania członkami klubu otrzymały kobiety. W 1905 roku Ilford wygrał Essex County Chess Trophy, po pokonaniu w finale Southendu. Klub występował w ligach Essex League i London League. W 1913 roku nastąpiła fuzja z East Ham Chess Club, w efekcie której klub otrzymał nazwę East Ham and Ilford Chess Club. Formalnie ta fuzja trwała do 1920 roku.
W 1953 roku Ilford wygrał National Club Championships, powtarzając to osiągnięcie jeszcze dwukrotnie – w latach 1956 i 1964. W 1996 roku klub wygrał National Club Championships w kategorii Open Plate. W 1998 roku zespół uczestniczył w Pucharze Europy. Angielski klub po porażkach z Taflfélag Reykjavíkur i Narva MK Kaissa zajął szóste miejsce w grupie.